# Lou Martin
Lou Martin (12. srpna 1949 Belfast, Severní Irsko, UK – 17. srpna 2012 Bournemouth, Anglie, UK) byl britský varhaník a klavírista.
Na klavír se začal učit ve svých šesti letech. Svou první skupinu s názvem Killing Floor založil v roce 1968. O rok později spoluzaložil skupinu Crayon Angels. V roce 1972 se stal členem doprovodné skupiny Roryho Gallaghera, se kterým nahrál alba Blueprint (1973), Tattoo (1973), Against the Grain (1975), Calling Card (1976), Defender (1987) a Fresh Evidence (1990).